# メタルコンバット
『メタルコンバット』（Metal Combat: Falcon's Revenge）は、インテリジェントシステムズが開発し欧米で1993年末に任天堂より発売されたスーパーファミコン用の格闘ガンシューティングゲーム。北米で1992年、欧州と日本で1993年に発売された『スペースバズーカ』の続編。日本では未発売。

## 概要
前作と同じくスーパースコープを使用し、敵STと一対一で戦う。自機の移動は自動的に行われる。